# .35 Whelen

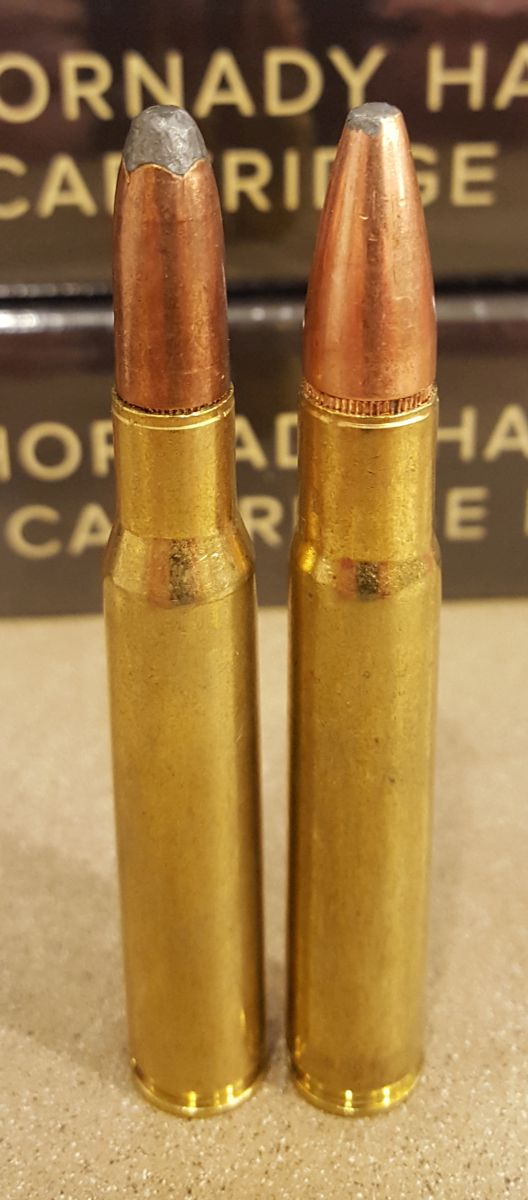
O cartucho "pai"
.30-06 Springfield (esq.),
e o .35 Whelen a direita.

O .35 Whelen é um cartucho de fogo central para rifles de calibre médio, poderoso, mas que não requer nem ações nem faces de ferrolho magnum. O "pai" deste cartucho é o .30-06 Springfield, que tem o "pescoço" alargado para aceitar um diâmetro de bala de .358 pol. (9,1 mm). Este cartucho é mais poderoso do que seu "pai", especialmente para caçar e abater animais de grande porte.

## Histórico
O .35 Whelen foi desenvolvido em 1922 como um cartucho wildcat. A Remington Arms Company padronizou o cartucho como uma munição comercial regular e o disponibilizou pela primeira vez no Remington Model 700 "Classic" em 1988.
Uma das versões sobre sua origem é que foi projetado pelo Coronel Townsend Whelen quando ele era oficial comandante do Frankford Arsenal. Em uma edição de 1923 da American Rifleman, o Coronel Whelen refere-se a ele como "o primeiro cartucho que eu projetei" e afirma que "o Sr. James V. Howe empreendeu este trabalho de fazer matrizes, alargadores, ferramentas de câmara e câmaras de rifles , tudo de acordo com o meu projeto. " James V. Howe foi um fabricante de ferramentas no Arsenal e mais tarde fundador da Griffin & Howe.
Em seu livro de 1940, The Hunting Rifle: Design, Selection, Ballistics, Marksmanship, o coronel Whelen dá uma versão diferente de sua origem depois de descrever o .400 Whelen.

Quando concluímos o desenvolvimento deste cartucho, fiz uma longa viagem de caça no noroeste e, quando voltei, o Sr. Howe me mostrou outro cartucho que ele havia desenvolvido. O cartucho .30-06 havia tido o "pescoço" alargado para usar as balas de calibre .35 existentes. O Sr. Howe pediu minha permissão para chamar este cartucho de .35 Whelen, mas só ele merece crédito por seu desenvolvimento.
— Townsend Whelen